# 花梨 (モデル)
花梨（かりん、1997年7月29日 - ）は、日本のファッションモデル。血液型はA型。東京都出身。身長167cm。スリーサイズは、B78 W60 H87。エトレンヌ所属。

## イメージモデル
- 『LOWRYS FARM』(2014年)
- 『リクルートホールディングス・メッセージ広告”まだ、ここにない、出会いを”』(2014年)